# Luke Donald
Luke Campbell Donald, MBE (* 7. Dezember 1977 in Hemel Hempstead, Hertfordshire) ist ein britischer Profigolfer, der hauptsächlich auf der US-amerikanischen PGA TOUR spielt, aber auch Mitglied der PGA European Tour ist. Von Mai 2011 bis August 2012 war er – mit kurzen Unterbrechungen – Führender der Golfweltrangliste.

## Leben und Karriere
Luke Donald erhielt wie viele junge britische Golfer ein Sportstipendium an einer amerikanischen Universität. Er absolvierte sein Studium an der Northwestern University. 1999 gewann er den Herren Einzeltitel der Universitätsmeisterschaften der Vereinigten Staaten von Amerika (NCAA men’s title). 2001 wurde er Profi und gewann im folgenden Jahr die Southern Farm Bureau Classic. 2004 gewann er die Omega European Masters und die Scandinavian Masters auf der Europäischen Tour. Im gleichen Jahr war er Mitglied des siegreichen europäischen Ryder Cup Teams und gewann den WGC-World Cup für England an der Seite seines Partners Paul Casey. Nach einem geteilten siebten Platz bei der AT&T Pro-Am in Pebble Beach gewann Donald die Honda Classic im März 2006 mit einem Vorsprung von zwei Schlägen. Er war als geteilter Führender in die Finalrunde gegangen. Anders als bei den BMW International Open, bei denen er den Sieg im vergangenen Jahr in der letzten Runde an David Howell abgeben musste (und geteilter Zwölfter wurde), konnte er diesmal den ersten Platz behaupten. Nach einem genialen Annäherungsschlag an der 18. Spielbahn und mehreren entscheidenden Putts zuvor, sicherte sich Donald seinen ersten „richtigen“ Turniersieg auf der PGA Tour. Die Southern Farm Bureau Classic gewann er 2002 im Clubhaus, als nach 54 Löchern das Turnier wegen des anhaltenden Regens beendet werden musste.
Anfang 2005 erreichte Donald die Top 20 der Golfweltrangliste und ist im Laufe des Jahres 2006 schon unter die ersten 10 vorgedrungen. Er war damals der bestklassierte britische Golfer. Deshalb wurde ihm zusammen mit Tom Watson die Ehre zuteil, Jack Nicklaus auf den letzten zwei Golfrunden seiner Profikarriere, bei den British Open 2005 am Old Course in St Andrews, begleiten zu dürfen. Nach dem Sieg bei der BMW PGA Championship Ende Mai 2011 erreichte er erstmals in seiner Karriere Platz 1 der Golfweltrangliste. Anfang März 2012 wurde er vom Nordiren Rory McIlroy abgelöst. Zwei Wochen später holte Donald sich die Führung zurück und wechselte sich bis 2012 mehrmals mit McIlroy an der Spitze ab.
Als erster Golfer in der Geschichte gewann Donald im Jahre 2011 sowohl die Geldrangliste (Race to Dubai) der European Tour als auch die der PGA Tour und wurde auch in beiden Turnierserien zum Player of the Year gewählt. Am 23. Mai 2012 wurde er von der European Tour mit einer Honorary Life Membership in Anerkennung seiner Erfolge in der Saison 2011 ausgezeichnet.
Am 1. August 2022 wurde er zum Kapitän des 44ten Ryder Cup ernannt.

## Turniersiege (15)

### WGC-Championship-Siege (1)
- 2011: WGC-Accenture Match Play Championship

### European-Tour-Siege (6)
- 2004: Omega European Masters, Scandinavian Masters
- 2010: Madrid Masters
- 2011: BMW PGA Championship, The Barclays Scottish Open
- 2012: BMW PGA Championship

### PGA-Tour-Siege (4)
- 2002: Southern Farm Bureau Classic
- 2006: Honda Classic
- 2011: Children’s Miracle Network Hospitals Classic
- 2012: Transitions Championship

### Japan-Golf-Tour-Siege (2)
- 2012: Dunlop Phoenix
- 2013: Dunlop Phoenix

### Weitere Turniersiege (2)
- 2005: Target World Challenge (USA) (nicht in der offiziellen Geldrangliste)
- 2007: Gary Player Invitational (mit Sally Little)

## Ergebnisse bei Major Championships
| Turnier               | 1999 | 2000 | 2001 | 2002 | 2003 | 2004 | 2005 | 2006 | 2007 | 2008 |
| --------------------- | ---- | ---- | ---- | ---- | ---- | ---- | ---- | ---- | ---- | ---- |
| The Masters           | DNP  | DNP  | DNP  | DNP  | DNP  | DNP  | T3   | T42  | T10  | CUT  |
| U.S. Open             | DNP  | DNP  | DNP  | T18  | DNP  | DNP  | T57  | T12  | CUT  | WD   |
| The Open Championship | CUT  | CUT  | DNP  | CUT  | CUT  | CUT  | T52  | T35  | T63  | DNP  |
| PGA Championship      | DNP  | DNP  | DNP  | DNP  | T23  | T24  | T66  | T3   | T23  | DNP  |

| Turnier               | 2009 | 2010 | 2011 | 2012 | 2013 | 2014 | 2015 | 2016 | 2017 | 2018 |
| --------------------- | ---- | ---- | ---- | ---- | ---- | ---- | ---- | ---- | ---- | ---- |
| The Masters           | T38  | CUT  | T4   | T32  | T25  | CUT  | CUT  | DNP  | DNP  | DNP  |
| U.S. Open             | CUT  | T47  | T45  | CUT  | T8   | CUT  | T58  | CUT  | DNP  | DNP  |
| The Open Championship | T5   | T11  | CUT  | T5   | CUT  | T64  | T12  | T43  | DNP  | DNP  |
| PGA Championship      | T43  | CUT  | T8   | T32  | CUT  | T41  | T43  | CUT  | CUT  | DNP  |

| Turnier               | 2019 | 2020 | 2021 | 2022 | 2023 | 2024 | 2025 |
| --------------------- | ---- | ---- | ---- | ---- | ---- | ---- | ---- |
| The Masters           | DNP  | DNP  | DNP  | DNP  | DNP  | DNP  | DNP  |
| PGA Championship      | DNP  | DNP  | DNP  | DNP  | CUT  | T68  | T60  |
| U.S. Open             | T72  | DNP  | DNP  | DNP  | DNP  | DNP  |      |
| The Open Championship | DNP  | KT   | DNP  | DNP  | DNP  | DNP  |      |

DNP = nicht teilgenommen (engl. did not play)

WD = aufgegeben (engl. withdrawn)

CUT = Cut nicht geschafft

KT = kein Turnier

„T“ geteilte Platzierung (engl. tie)

Grüner Hintergrund für Siege

Gelber Hintergrund für Top 10

## Bilanz bei World Golf Championships

### Siege (1)
| Jahr | Championship                          | 54 Löcher | Sieg Score | Vorsprung | Zweitplatzierter |
| ---- | ------------------------------------- | --------- | ---------- | --------- | ---------------- |
| 2011 | WGC-Accenture Match Play Championship | n/a       | 3 & 2      | n/a       | Martin Kaymer    |

### Ergebnisse auf Zeittafel
| Turnier                           | 2004 | 2005 | 2006 | 2007 | 2008 |
| --------------------------------- | ---- | ---- | ---- | ---- | ---- |
| Accenture Match Play Championship | DNP  | R16  | R16  | R32  | R32  |
| CA Championship                   | T11  | T11  | T6   | T26  | T20  |
| Bridgestone Invitational          | T16  | T6   | T8   | T22  | DNP  |

| Turnier                           | 2009 | 2010 | 2011 | 2012 | 2013 |
| --------------------------------- | ---- | ---- | ---- | ---- | ---- |
| Accenture Match Play Championship | R16  | R16  | 1    | R64  | R32  |
| CA Championship                   | T20  | T26  | T6   | T6   | T43  |
| Bridgestone Invitational          | T45  | T46  | T2   | T8   | T9   |
| HSBC Champions                    | DNP  | T3   | DNP  | T18  | T31  |

DNP = nicht teilgenommen (engl. did not play)

VF, R16, R32, R64 = Runde, in der Spieler im Matchplay verloren hat

„T“ = geteilter Rang

„-“ = kein Turnier

Grüner Hintergrund für Siege

Gelber Hintergrund für Top 10

Die HSBC Champions wurde erst im Jahr 2009 zu einem WGC-Turnier.

## Teilnahmen an Teambewerben
- Ryder Cup: 2004 (Sieger), 2006 (Sieger), 2010 (Sieger), 2012 (Sieger)
- WGC-World Cup (für England): 2004 (Sieger), 2005